# Diane Severin Nguyen
Diane Severin Nguyen, född 1990 i Carson, Kalifornien, är en amerikansk konstnär och fotograf. År 2023 erhöll hon Guggenheimstipendiet.